# Пуертомінгальво
Пуертомінгальво (ісп. Puertomingalvo) — муніципалітет в Іспанії, у складі автономної спільноти Арагон, у провінції Теруель. Населення — 207 осіб (2010).
Муніципалітет розташований на відстані близько 280 км на схід від Мадрида, 55 км на схід від міста Теруель.

## Демографія
Динаміка населення (INE ):